# Design Squad
Design Squad (no Brasil, Esquadrão do Design) foi um reality de competição americano voltado para crianças de 10 a 13 anos. Onde os participantes são alunos do ensino médio que projetam e constroem máquinas para concorrer a uma bolsa de estudos de US$ 10.000 da Intel.
A série foi ao ar na PBS Kids Go! de 21 de fevereiro de 2007 a 9 de dezembro de 2009. Foi produzido pela WGBH-TV, uma estação membro da PBS em Boston.

## Sinopse
Em cada episódio, os competidores são separados em duas equipes codificadas por cores para concluir projetos de engenharia para clientes reais. As esquipes são o Time Vermelho e o Time Azul na 1ª temporada e o Time Verde e o Time Roxo nas temporadas 2 e 3.
Os engenheiros Nate Ball e Deanne Bell apresentaram a primeira temporada. Após a primeira temporada, Bell foi para o programa Smash Lab do Discovery Channel, deixando Ball como a única apresentadora das temporadas 2 e 3.

## Prêmio
O prêmio será para a equipe que tiver mais pontos no final do reality. Ganhará uma bolsa de estudos no valor de 10 mil dólares (aproximadamente 17 mil reais). Lembrando que a cada episódio, as equipes mudam, por isso, vence o time inteiro.

## 1.ª temporada (2007)

### Paricipantes
- Giselle
- Joey
- Kim
- Krishana
- Michael
- Natasha
- Noah
- Tom

### Episódios
- EP 001 - Os participantes devem transformar brinquedos infantis em verdadeiros dragsters motorizados.

- EP 002 - As equipes devem criar instrumentos musicais originais, um de percussão, outro de corda, e uma banda local chamada White Noises vão escolher dois instrumentos para usar no próximo show deles.

- EP 003 - As equipes deverão criar uma bicicleta maluca bem original para membros da SCUL (Subversive Choppers Urban Legion) irão usar para uma passeata nas ruas.

- EP 004 - Os participantes deverão criar uma ponte sobre um riacho que aguente no mínimo 10 pessoas (8 participantes e os 2 apresentadores).

- EP 005 - As duas equipes terão que inventar um jogo de basquete controlado com um controle remoto e que tenha câmeras para poderem identificar os gols.

- EP 006 - No Haiti, uma mulher está precisando de uma máquina que não use muita tecnologia para que possa fazer manteiga de amendoim. A Equipe Vermelha cria duas máquinas que dão uma manteiga mais gostosa, enquanto a equipe azul acaba fazendo muito esforço para fazer um número crítico de manteiga.

- EP 007 - Nesse episódio, um jogador de futebol precisa de uma máquina que possa lançar bolas para um treino mais eficaz. As duas equipes tinham em mente o mesmo projeto, por isso tiveram que melhorar a máquina o máximo possível.

- EP 008 - Nesse episódio, agora serão MENINOS VS. MENINAS. Cada equipe deve criar uma roupa que pareça comum, mas que faça uma coisa incrível que ninguém imaginava que iria acontecer. A equipe das meninas cria um vestido de noiva que vira uma barraca para trocar de roupa e vence o desafio, enquanto a equipe dos meninos criam um terno que esconde uma roupa de malhação.

- EP 009 - Agora, as equipes (já equilibradas de volta) criam uma verdadeira máquina de panquecas, que levam a panqueca virar automaticamente, e também depois possa levar a panqueca ao prato. Um lembrete foi que o chefe não queria QUANTIDADE MAIOR, queria QUALIDADE MAIOR. Por ter uma panquequeira mais compacta e mais gostosa, a equipe azul leva o prêmio.

- EP 010 - Os participantes irão criar uma bomba que jogue água em um tobogã e que molhe a criança acima do mesmo. Os projetos foram: Uma gangorra que cada vez movimentada, gera água mais veloz. A outra foi uma Roda de Esponja. A gangorra venceu, pois a Roda de Esponja exigia muita força e jogava menos água, enquanto a gangorra jogava mais água (pois eram duas bombas) e era divertido.

- EP 011 - As equipes devem fazer uma escultura que tenha mais de 3 metros de altura e que se movimente com a brisa.

- EP 012- As equipes devem criar uma espécie de Twister Moves, onde cada passo ou movimento resulta em luzes em um telão. As duas equipes vencem, mas há uma divisão de pontos, 70 para a equipe azul e 30 para a vermelha.

- EP 013 - Esse é o episódio final, e como Noah e Natasha tem as maiores pontuações, eles vão disputar a bolsa de estudos. A equipe ajuda os líderes, dividindo por sorteio quem vai para cada equipe. O objetivo é criar um trenó que possa ser usado no verão, e o vencedor vai fazer de seu projeto um novo produto para a L L Bean.

## 2.ª temporada (2008)

### Participantes
Nota: Dos dois apresentadores, somente Dane ficou.
- Dewey
- Deysi
- Jason
- Kim
- Leah
- Nick
- Tréjonda
- Tomas

### Episódios
- EP 001 - Os integrantes devem criar móveis de papelão para uma loja, para servir de maquetes, e que ganha é Deysi, Tomas, Nick e Leah.

- EP 002 - Os integrantes devem fazer um Caiaque com estrutura de PVC forte para um esportista. Quem vence é Dewey, Tomas, Leah e Kim.

- EP 003 - O projeto Food Project precisava de uma ferramenta para jogar resto orgânico em um latão de forma mais fácil. A partir desse episódio, Tréjonda se sente amaldiçoada, pois desde ali não ganhou nem um ponto. Os vencedores são: Deysi, Tomas, Leah e Jason.

- EP 004 - Na Semana 4, a missão é fazer uma Bicicleta esportiva, ideal para campeonatos, focalizada para uso em uma competição chamada Gravity Sports International. Nota: Depois do teste das bicicletas, um membro de cada equipe deveria apostar uma corrida, e o vencedor levaria 100 pontos para sua equipe. Nick leva um acidente em curva fechada, e por isso perde. Mas, nada de grave acontece com ele. Vencedores: Dewey, Leah, Jason e Kim.

- EP 005 - O objetivo é criar um conjunto de natação para pés e mãos para Lisa Bufano que teve suas pernas amputadas, use o conjunto para usar em Nado Sincronizado, pois é professora do mesmo. Os vencedores são: Dewey, Daysi, Jason e Kim.

## 3.ª temporada (2009)

### Participantes
- Ana
- Annelise
- Juan
- Lindsey
- Wes
- Zach

### Episódios
•Episódio 1 - "Moving Target" - As equipes alcançam novos patamares construindo alvos de futebol voadores indestrutíveis e controlados remotamente para a Hasbro, fabricante de brinquedos. As futuras estrelas do futebol julgam os designs para o episódio inicial da terceira temporada.
•Episódio 2 - "Crash-Test Rugby" - A atleta paraolímpica dos EUA e jogadora de rugby em cadeira de rodas Kerri Morgan pede às equipes que rastreiem todos os seus movimentos na quadra construindo uma cadeira de rodas automatizada que simula um jogador defensivo no ataque.
•Episódio 3 - "Water Rescue Parte 1"
•Episódio 4 - "Water Rescue Parte 2" - As esquipes constroem veículos aquáticos de resgate de animais de estimação controlados remotamente para o Corpo de Bombeiros de Nova Orleans.
•Episódio 5 - "Shooting for the Sun" - Tudo se resume à campainha quando as jogadoras da WNBA Lindsay Whalen e Tamika Raymond desafiam as equipes a construir atiradores de camisetas que alcancem o andar superior de sua arena. O atirador de camisetas vencedor é anunciado ao vivo em um jogo do Connecticut Sun.
•Episódio 6 - "sNOw Problem? Parte 1"
•Episódio 7 - "SNOw Problem? Parte 2" - Venha para o passeio enquanto as equipes constroem trenós de cães em terra seca para os membros da equipe Jamaicana de Dog Sled Damion Robb e Newton Marshall.
•Episódio 8 - "Tour de BBQ" - A competição esquenta quando o proprietário do Redbones BBQ Restaurant, Rob Gregory, desafia as equipes a construir uma churrasqueira movida a bicicletas.
•Episódio 9 - "Escape from Misery Island Parte 1"
•Episódio 10 - "Escape from Misery Island Parte 2" - No confronto final, as equipes testam suas pernas no mar construindo veleiros para cruzar o oceano aberto. O capitão da equipe vencedora recebe uma bolsa de estudos de US$ 10.000 da Intel Foundation.